# 水纹尖鼻鲀
水纹扁背鲀（学名：Canthigaster rivulatus）为鲀科扁背鲀属的鱼类，俗名海沙龟、乖鱼。分布于东北太平洋的温热带地区、自日本本州千叶县往南、经琉球群岛达南海、往东南经小笠原群岛达夏威夷群岛等海域，属于温热带浅海小鱼。该物种的模式产地在長崎。